# Ambasada RP w Montevideo
Ambasada Rzeczypospolitej Polskiej w Montevideo (hiszp. Embajada de la República de Polonia en Montevideo) – dawna polska misja dyplomatyczna w stolicy Wschodniej Republiki Urugwaju.

## Historia
Polska nawiązała stosunki dyplomatyczne z Urugwajem przed II wojną światową. W 1946 Urugwaj nawiązał stosunki z rządem komunistycznym w Warszawie. W 1958 PRL akredytowała pierwszego posła w Urugwaju. W 1964 oba kraje podniosły swoje poselstwa do rangi ambasad. Ambasador RP w Montevideo akredytowany był również w Republice Paragwaju.
Ambasada RP w Montevideo została zlikwidowana w 2008. Od tego roku we Wschodniej Republice Urugwaju akredytowany jest ambasador RP w Buenos Aires.